# Klaviersonate Nr. 23 (Beethoven)
Ludwig van Beethovens Klaviersonate Nr. 23 in f-Moll op. 57 mit dem Beinamen Appassionata gehört zu den bekanntesten Klavierwerken des Komponisten und gilt als Inbegriff expressiver solistischer Virtuosität. Die Sonate ist ein Höhepunkt im Schaffen Beethovens. Sie entstand in den Jahren 1804 und 1805 und wurde 1807 in Wien veröffentlicht. Beethoven widmete sie dem Grafen Franz von Brunsvik, auf dessen Schloss er in dieser Zeit zu Gast war.

## Bedeutung
Der Beiname „Appassionata“ (Die Leidenschaftliche) wurde der Sonate erst 1838 vom Hamburger Verleger Cranz bei der Herausgabe einer Bearbeitung für vier Hände gegeben.
Die Appassionata markiert einen Wendepunkt in Beethovens Schaffen, speziell innerhalb der Klaviersonaten.
Die beliebte – allerdings auch umstrittene – Dreiteilung des Werks in frühen, mittleren, und späten Beethoven (bei den Sonaten ungefähr op. 2 bis 22 – op. 26 bis 90 – op. 101 bis 111) ordnet op. 57 der mittleren Phase zu, in der die „überreiche Fülle der Eingebungen“ zugunsten eines „verstärkten Willens zu organischer Durchbildung großer Räume“ zurücktrete. Die Orientierung an dem viersätzigen Haydnschen Modell aus Hauptsatz, langsamem Satz, Scherzo und einem Rondo-Finalsatz in wohlproportionierten Formen wird schrittweise aufgegeben. Die satzübergreifenden Funktionen und längenmäßigen Proportionen der einzelnen Sätze verschieben sich zugunsten des Schlusssatzes ebenfalls. Ein individualistischer Ausdruckswille, der die formalen Anforderungen zunehmend ignoriert und sich an außermusikalischen „poetischen Vorwürfen“ orientiert, überwindet zunehmend die überlieferten Formen.
Innerhalb der Gruppe der mittleren Sonaten nimmt die Appassionata mit der Waldstein-Sonate aus mehreren Gründen eine wiederum besondere Stellung ein. Sie stellt einen Höhe- und Endpunkt in der Fortentwicklung einer auf Außenwirkung konzipierten pianistischen Virtuosität dar. Auf op. 57 folgen – nach fünf Jahren ohne Klaviersonate – mit den Sonaten Nr. 24 bis 27 relativ „gemäßigt-innerlich klassische“ Werke.
Dabei zwingt Beethoven, nach Edwin Fischer, diesen formsprengenden „Ausdruck radikaler Subjektivität“ trotzdem – oder gerade deswegen – in ein „Korsett klassischer Gerüsthaftigkeit“, das er in den Sonaten davor und danach weniger streng anwandte.
Siegfried Mauser interpretiert die Spannung zwischen Form und emotionalem Inhalt folgendermaßen: „Gerade die äußerlichen Normalitäten scheinen die Funktion eines mühsam errungenen, stabilisierenden Außenhalts gegenüber den Eruptionen im Inneren zu erfüllen.“

## Aufbau
- Erster Satz: Allegro assai, f-Moll, 12/8 Takt, 262 Takte
- Zweiter Satz: Andante con moto, Des-Dur, 2/4 Takt, 97 Takte
- Dritter Satz: Allegro ma non troppo, f-Moll, 361 Takte

## Erster Satz
Die Analyse und Gliederung des ersten Satzes, und speziell der Exposition, im Sinne der traditionellen Sonatenform ist schwierig. Dies hat dazu geführt, dass die Musikwissenschaft zu unterschiedlichen Ergebnissen und Gliederungsschemata gelangt ist.

### Exposition

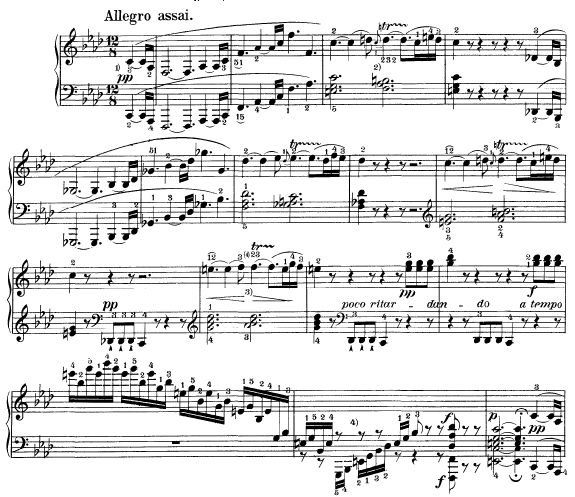
Takt 1 bis 16 des ersten Satzes

Der Hauptsatz (T. 1-24) ist aus heterogenen Elementen gebildet und durch extreme Gegensätze in Lage, Satztyp, Dynamik, Tempo und Agogik geprägt.
Ein erster Viertakter (T. 1-4) wird von einem zweitaktigen zunächst ab- dann aufsteigenden, punktiert rhythmisierten, gebrochenen f-Moll-Dreiklang gebildet. Durch die im Abstand von zwei Oktaven notierte Unisono-Bewegung wird eine düster unheimliche Wirkung erreicht. Takt 3 und 4 in C-Dur schließen den Viertakter ab und hellen die düstere Grundstimmung – auch durch den enthaltenen Triller – vorübergehend auf. Takt 5 bis 8 bringt eine ungewöhnliche, um einen Halbton höher gesetzte Wiederholung der Figur in Ges-Dur (Hörbeispiel Takt 1-8ⓘ). Es folgt eine achttaktige Entwicklung (Takt 9 bis 16) welche zuerst einer Abspaltung des Motivs aus Takt 3 und 4 mit einem viermal auftretenden, viertönigen „Klopfmotiv“ kombiniert. Viele Autoren weisen auf die Ähnlichkeit mit dem bekannten „Schicksalsmotiv“ der 5. Symphonie hin.) Das vierte Auftreten des Klopfmotivs mündet in Takt 14 in eine virtuose, zickzackartig abstürzende Sechzehntelkaskade, die harmonisch den verminderten Septakkord (e-g-b-des) ausspielt, und am Ende in einen Halbschluss mündet.(Hörbeispiel Takt 8-16ⓘ) Mit Auftakt zu Takt 17 beginnt die Überleitung in einer angegangenen Wiederholung der ersten vier Takte. Vollgriffige, synkopisch aufsteigende Akkordpassagen unterbrechen die wortgetreue Wiederholung und sind von einem extremen dynamischen Gegensatz zwischen ff und p geprägt (Hörbeispiel Takt 17-22ⓘ). In Takt 23 erfolgt die Modulation. Takt 24 bis 35 bleibt die Harmonie auf der Dominante der Zieltonart stehen. Mit dem in der linken Hand ständig repetierten Es in Achteln grenzt es sich vom Höreindruck deutlich von den vorhergehenden Teilen ab.

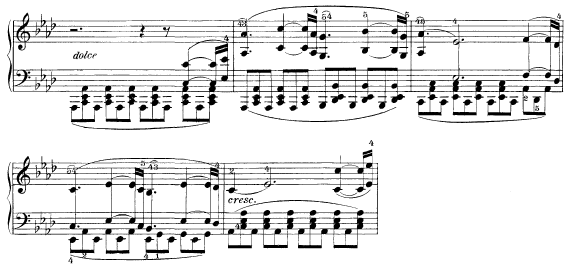
Seitenthema (Takt 34 bis 38) des ersten Satzes

Das aufsteigende Seitenthema in As-Dur ab Takt 35 (zunächst wieder ein gebrochener Dreiklang) ist ausgeglichener und getragener als das Hauptthema. Es hat denselben punktierten Rhythmus, bildet jedoch durch Tonart, Bewegungsrichtung und Begleitform einen Kontrast zum Hauptthema, und verfolgt eine eher abgeschlossene Melodieführung. Es beginnt mit einem Viertakter und dessen Wiederholung (T. 35-42), wobei allerdings nur die ersten zwei Takte wiederholt werden. Ab Takt 41 kommt es zu einer „verdüsternden Stockung“ des Melodieflusses, der nach drei langgezogenen Trillern eine über vier Oktaven abwärtsführende Achtelbewegung folgt.
Die Schlussgruppe beginnt mit einem Viertakter mit Wiederholung in um eine Oktave hochversetzter Lage (T. 51-58), welcher mit seinen durchgehenden Sechzehnteln eine Beschleunigung gegenüber den das Seitenthema bisher beherrschenden Achteln darstellt. Die Dur-Aufhellung des Seitenthemas in As-Dur wird durch as-Moll beendet. Die Viertakter bestehen wiederum aus zwei motivisch völlig verschiedenen Zweitaktern. Der letzte Takt der Viertakter greift dabei das Klopfmotiv im Bass auf, welches in den Takten 59 bis 64 variierend – z. B. in der Vergrößerung – aufgegriffen wird und die Exposition beendet.
Speziell die Exposition wird formal sehr unterschiedlich gedeutet. Während Erwin Ratz und Jürgen Uhde das Hauptthema als 16-taktigen Satz aus zwei Viertaktern und achttaktiger Entwicklung deuten, interpretiert Richard Rosenberg die Viertakter als ersten und zweiten Stollen mit anschließendem achttaktigem Abgesang. Hugo Riemann versucht es in das Schema der von ihm geschätzten achttaktigen Perioden einzuordnen, während Heinrich Schenker und Adolf Bernhard Marx Takt 1-16 als Vordersatz und 17-32 als Nachsatz sehen.

### Durchführung
In der Durchführung werden die Außenteile des Satzes durch Entwicklung des thematischen Materials intensiviert. Badura-Skoda zählt die Steigerungen von Haupt- und Seitenthema „pianistisch zu den großartigsten Eingebungen Beethovens“. Die thematische Entwicklung kann im Einzelnen durch Modulationen, Sequenzen, Motiv-Abspaltungen, Themenversetzungen von Dur nach Moll und umgekehrt, Zunahme der rhythmischen Bewegung, Dynamik und Registerwechsel, und melodisch bzw. rhythmische Verkürzungen bewirkt werden. Viele Autoren heben hervor, dass in der Durchführung der Appassionata mehr thematisches Material, speziell aus dem Seitenthema, verarbeitet wird als in den meisten anderen Sonaten Beethovens.
Takt 67 bis 78 basieren auf den, diesmal von E-Dur ausgehenden, Takten 1-4 des Hauptthemas. Ab Takt 79 wird der aufsteigende Dreiklang aus Takt 1-2 zu einer rasanten Begleitung aus Sechzehntel-Quintolen und Sextolen sequenzierend (e-Moll – G-Dur – c-Moll – Es-Dur – As-Dur – und c vermindert) in einer Basslinie mehrmals um bis zu fünf Oktaven in die Höhe geschraubt.

Takt 79 bis 82 des ersten Satzes

Danach wird ab Takt 93 die Überleitung von Takt 24 bis 35 inklusive ihrer Begleitform aufgegriffen. Die zweimalige aufwärtsgerichtete Bewegung der Terz im Oktavabstand wird nun allerdings in Umkehrung abwärts geführt. Eine in beiden Händen parallel geführte, sequenzierende Pendelbewegung leitet in die Verarbeitung des Seitenthemas ab Takt 109 über.
Dieses wird allerdings im Gegensatz zur Exposition durch schnell wechselnde Akkordfolgen (B-Dur – Des-Dur – F-Dur – Ges-Dur/Fis-Dur – h-Moll – G-Dur) bis zur Dominantharmonie C-Dur in Takt 122 geführt. Diese wird aber nicht die wenigen Takte bis zur Reprise beibehalten, sondern der Hörer wird sieben Takte (T. 123-129) lang mit einem mehrdeutigen verminderten Septakkord (des – e – g – b) im Ungewissen gelassen.

### Reprise
Nach den entfesselten Stürmen der Durchführung (T. 67 – 136) beginnt die Reprise mit dem in Oktaven gesetzten Hauptthema auf einem pochenden Triolenrhythmus. Im weiteren Verlauf entspricht die Reprise ziemlich genau der Exposition, jedoch u. a. mit folgenden Veränderungen: Der Fortissimo-Ausbruch des ersten Themas erfolgt nicht in f-Moll, sondern in F-Dur. In dieser Tonart erscheint jetzt auch das zweite Thema. In der Schlussgruppe wird das as-Moll der Exposition durch f-Moll ersetzt.

### Coda
Nach Uhde (Band 3, S. 211 ff) endet die Reprise in Takt 204 und dort beginnt auch die Coda. Diese lässt sich wie folgt gliedern:
I Rückblick auf Thema 1, f-moll und Des-Dur (T. 204 – 205)

II Rückblick auf Thema 2, f-moll (T. 210 – 217)

III Kadenz („Große Kadenz“) (T. 218 – 238)

Nach einem retardierenden Moment (ritardando bis zum Adagio) schließt der Satz mit einer hochdramatischen Stretta (Più Allegro):

IV Rückblick auf Thema 2, f-moll (T. 239 – 248) mit Steigerung bis zum Fortissimo

V Kadenz (T. 249 – 256) mit vollgriffigen Akkorden, alternierend auf beide Hände verteilt

VI Ausklang (diminuendo bis ppp): Rückblick auf Thema 1 (T. 257 bis Schluss)

## Zweiter Satz

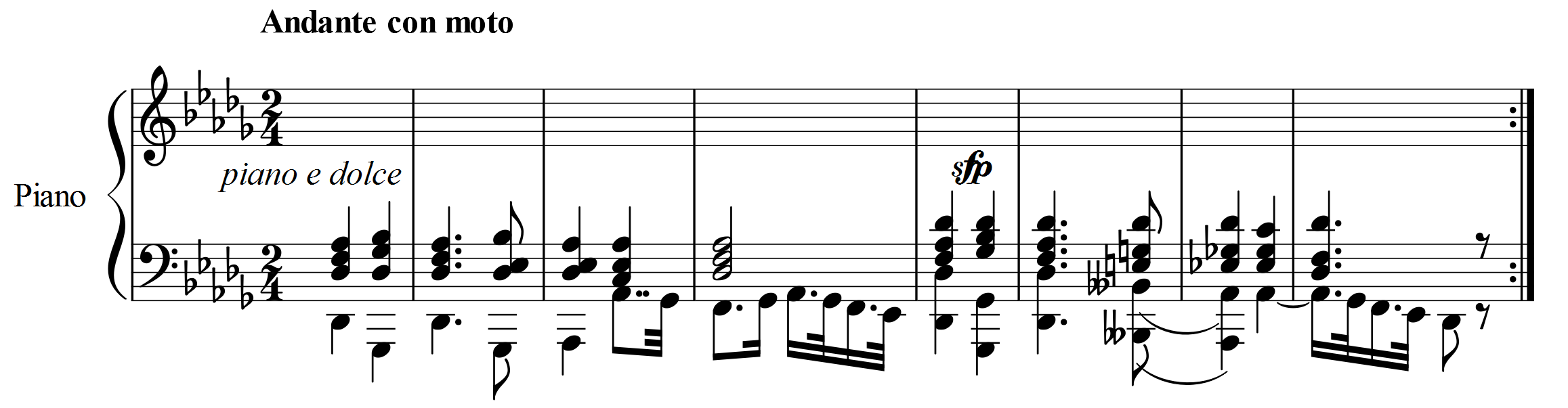
Thema

Der zweite Satz (Des-Dur) ist ein Variationensatz mit einem choralartigen Thema, das Friedrich Silcher als Grundlage für seine populäre Vokalbearbeitung Hymne an die Nacht diente.
Sein Thema betrachtet die Musikwissenschaft übereinstimmend als aus zwei achttaktigen Elementen gebildet. Jürgen Uhde, Richard Rosenberg und Hugo Riemann bezeichnen diese als Perioden, während Carl Pieper es als zweiteilige Liedform mit achttaktigem Vorder- und Nachsatz interpretiert. Problematischer ist die Struktur der beiden Achttakter selber. Während Uhde diese in 4+4 sowie 2+2+4 untergliedert, teilt Donald T. Tovey den zweiten Achttakter in (3 mal 2)+2 Takte, und H. A. Harding in zweimal 4+4 Takte.
Auffallend ist, dass die Melodiestimme in den ersten acht Takten nur vier Töne verwendet (as und b, später des und c), das Thema wird bereichert durch die Harmonisierung und die Begleitung im Bass mit einfachen und doppelten Punktierungen.
In den vier Variationen verwendet Beethoven, wie häufig in seinen Variationen, die rhythmische Verkleinerung (Viertel-Achtel-Sechzehntel-Zweiunddreißigstel). Dabei nimmt die Dynamik stetig zu. Nach der letzten Variation wird das Thema abschließend wiederholt. Statt in Des-Dur schließt Beethoven den Satz mit dem verminderten Septakkord (e-g-b-des) ab, der sogleich eine Oktave erhöht in fortissimo wiederholt wird, um (attacca) in das Finale überzuleiten.

## Dritter Satz

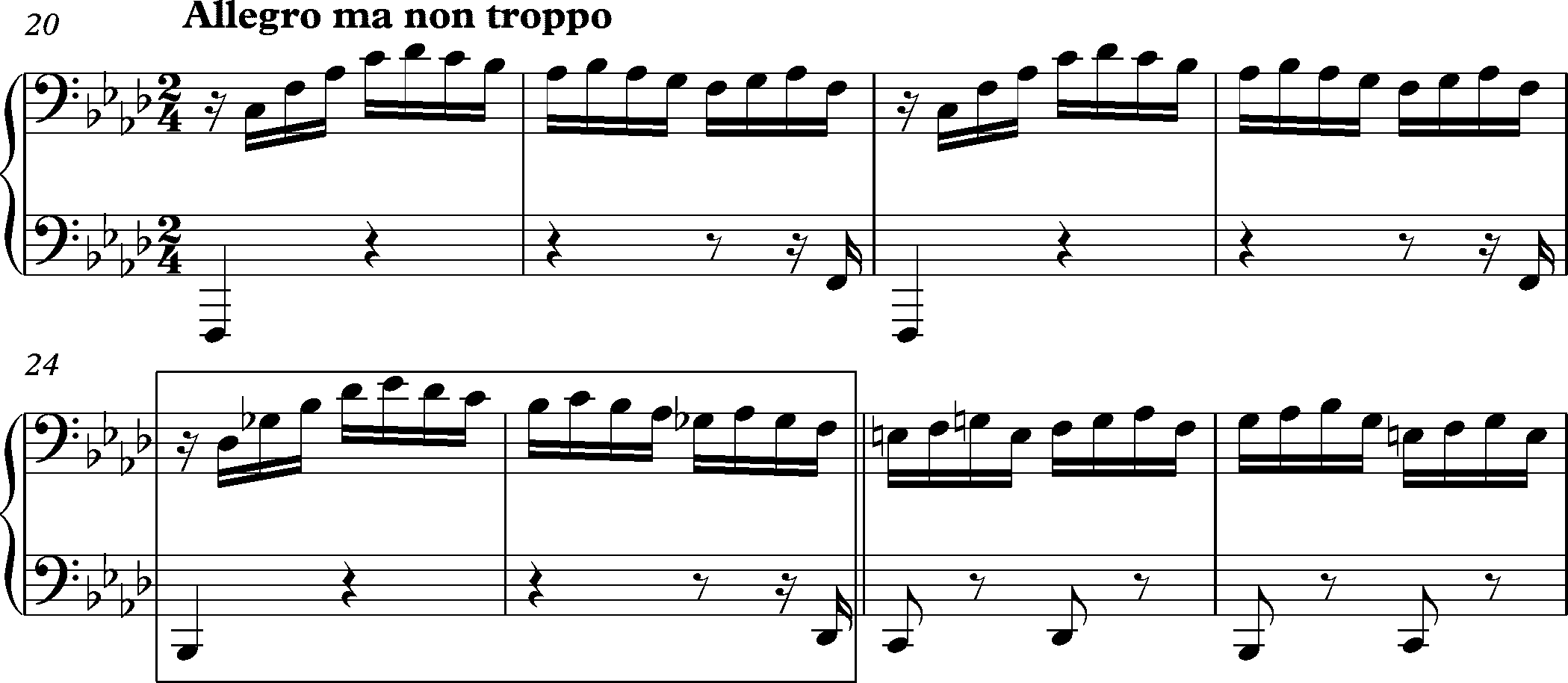

Als Einstimmung des Schlusssatzes ertönt fanfarenartig der Septakkord und bereitet auf den nun folgenden Sturmlauf vor. Eine Sechzehntelbewegung durchzieht wie ein Perpetuum Mobile den Satz und kommt nur einmal nach einer deutlichen Zuspitzung in der Durchführung (denn auch der dritte Satz ist in Sonatenhauptsatzform) zum Erliegen.
Das verzweifelte, nicht enden wollende Rennen der Sechzehntel, insbesondere zu den Bassakkorden zum Schluss der Satzbestandteile, wird in der Presto-Coda, die mit galoppierenden Achteln begonnen wird, noch einmal gesteigert, ehe die ganze Bewegung nach Akkord-Kaskaden in drei kurzen f-Moll-Akkorden zusammenfällt.

## Deutungen
Wie manch anderes Beethovensche Werk erfuhr die Appassionata seit ihrer Entstehung verschiedenste außermusikalische Deutungen. Die meisten bringen die „eruptiv herausbrechende Leidenschaft“ und „glanzvoll-dämonische musikalische Wirkung voll romantischer Virtuosität“ in Zusammenhang mit einem realen bzw. seelischen Sturm. Dabei berufen sie sich auf eine Bemerkung Beethovens zur Bedeutung von Op. 31/2 (Klaviersonate Der Sturm) und Op. 57 gegenüber seinem Sekretär und ersten Biographen Anton Schindler, in welcher dieser gesagt haben soll: „Lesen Sie nur Shakespeare’s ‚Sturm‘.“ Der Bezug zum Werk Shakespeares ist hierbei jedoch umstritten. Carl Czerny sieht ein im Meer bedrohtes Schiff, und Alfred Cortot sowie Joseph Pembaur sehen Parallelen zwischen bestimmten Teilen der Sonate und einzelnen Figuren aus Shakespeares Theaterstück. Carl Reinecke, Vincent d’Indy oder Ernst von Elterlein deuten das Werk psychologisch als einen „Seelensturm“, und bringen dies mit privaten unglücklichen Liebeserfahrungen Beethovens in Verbindung. Arnold Schering bringt die Sonate mit Teilen des Dramas Macbeth in Verbindung. Paul Badura-Skoda wiederum sieht in den „majestätischen Harmonien“ des zweiten Satzes eine Stimmung wie in Matthias Claudius’ Gedicht Der Tod und das Mädchen verwirklicht, während ihn die Coda des dritten Satzes an den Tanz auf der Heide von König Lear erinnert. Adolf Bernhard Marx interpretiert das Werk als „Aufschrei der Angst“ und „Sturm der Seele“, und Uhde schreibt:
„Unter den so verschiedenen Prozessen, die Beethovens Sonaten zum Inhalt haben, ist op. 57 die ‚Tragödie‘. Hier wird die Geschichte eines großen Willens geschrieben, der die bestehenden Verhältnisse verändern möchte, aber der Kampf führt nicht zur Befreiung.“

## Interpretationen
Bekannte Interpretationen der Sonate kommen von so unterschiedlichen Pianisten wie Alfred Brendel, Emil Gilels, Friedrich Gulda, Igor Levit, Maurizio Pollini, Swjatoslaw Richter, Arthur Rubinstein oder Artur Schnabel. 
Eine extreme, die Musikwelt verstörende Interpretation leistete sich Glenn Gould, der die Appassionata für eines der schwächsten und einfallsärmsten Werke Beethovens hielt. Joachim Kaiser bemerkte hierzu: „Wenn man hört, wie er (Gould) die Appassionata zugrunde richtet, dann glaubt man ihm, daß er sie für schlecht hält. Er spielt den ersten Satz im Andantetempo, fast doppelt langsamer als die anderen. Er nimmt die Triller mal schnell, mal tröpfelnd. Man hört das Stück gegen den Strich. In ein paar Jahren wird Gould sich dieser Aufnahme genieren, hoffentlich.“
Gould selbst schrieb dazu, er könne die Gründe für die Popularität der Appassionata nicht verstehen. Es handele sich bei ihr weder um ein formbildendes Werk in Beethovens Kanon noch um einen der streitbaren Versuche der mittleren Periode, die durch eine Kombination „von Schneid mit einer guten Melodie“ davonkommen. Die Appassionata sei, wie die meisten Werke der mittleren Periode, eine „Studie in thematischer Hartnäckigkeit“; die Themen seien von urtümlicher Gedrängtheit und würden nicht kontrapunktisch und kontinuierlich ausgearbeitet. Die Durchführung sei desorganisiert und biete sequenzierende Stereotype anstelle eines „großartigen, zentralen Ungestüms – jenes einzigartige Amalgam aus Ordnung und Chaos“, das den erfolgreichen Durchführungen Beethovens sonst eigen sei.

## Rezeption
Wladimir Iljitsch Lenin sagte über die Sonate: „Ich kenne nichts Schöneres als die Appassionata und könnte sie jeden Tag hören. Eine wunderbare, nicht mehr menschliche Musik! Ich denke immer mit Stolz: Seht einmal, solche Wunderwerke können die Menschen schaffen!“